# ジャパンインターナショナルチャレンジ2005
ジャパンインターナショナルチャレンジ2005（Japan International Challenge 2005）は、2005年（平成17年）10月1日に西東京市のサントリー東伏見アイスアリーナで開催されたフィギュアスケートの国際大会。

## 概要
オリンピックシーズンを控えた日本と海外の男女シングル各6選手が、フリースケーティングのみの演技を行い個人戦で争われた大会。なお、個人戦での得点を合計したチーム対抗戦も兼ね、男子シングル終了後にエキシビションも行われた。

## 競技結果

### 男子シングル
| 順位 | 名前               | 国             | 得点   |
| ---- | ------------------ | -------------- | ------ |
| 1    | ジェフリー・バトル | カナダ         | 143.27 |
| 2    | 髙橋大輔           | 日本           | 133.57 |
| 3    | 織田信成           | 日本           | 130.76 |
| 4    | ジョニー・ウィアー | アメリカ合衆国 | 112.87 |
| 5    | 李成江             | 中国           | 105.15 |
| 6    | 本田武史           | 日本           | 102.28 |

### 女子シングル
| 順位 | 名前                 | 国           | 得点   |
| ---- | -------------------- | ------------ | ------ |
| 1    | イリーナ・スルツカヤ | ロシア       | 115.11 |
| 2    | 荒川静香             | 日本         | 110.87 |
| 3    | 安藤美姫             | 日本         | 97.19  |
| 4    | 恩田美栄             | 日本         | 91.18  |
| 5    | スザンナ・ポイキオ   | フィンランド | 81.23  |
| 6    | ユリア・セベスチェン | ハンガリー   | 75.72  |

### 男子団体
| 順位 | チーム名   | 総得点 |
| ---- | ---------- | ------ |
| 1    | 日本チーム | 366.61 |
| 2    | 海外チーム | 361.29 |

### 女子団体
| 順位 | チーム名   | 総得点 |
| ---- | ---------- | ------ |
| 1    | 日本チーム | 299.24 |
| 2    | 海外チーム | 272.06 |

## エキシビション参加者
- タチアナ・トトミアニナ&マキシム・マリニン
- 浅田真央